# 高瀨神社站
高瀨神社站（日语：／ Takase-jinja eki */?）是位於富山縣東礪波郡井波町（現時：南礪市），加越能鐵道加越線的鐵路車站（廢站）。

## 歷史
- 1915年（大正4年）7月21日：礪波鐵道車站啟用，當時車站名為高瀨村站[1][2]。
- 1919年（大正8年）9月17日：成為加越鐵道車站[2]。
- 1941年（昭和16年）：改名為高瀨神社站[3]。
- 1943年（昭和18年）1月1日：成為富山地方鐵道的車站[2][4]。
- 1950年（昭和25年）10月23日：由加越能鐵道承繼加越線[2][4]。
- 1972年（昭和47年）9月16日：加越線廢除，此站也被廢除[2][4]。

## 相鄰車站
加越能鐵道
加越線
燒野－高瀨神社－井波

## 注腳
1. ↑  《官報》1915年（大正4年）8月2日，內閣印刷局，13頁
2. 1 2 3 4 5  今尾惠介《日本鐵道旅行地圖帳》6號北信越（新潮社、2008年）p.33
3. ↑  加越線資料保存会 (编).  (PDF). となみ野田園空間博物館推進協議会: 17. 2013年3月  [2023-08-21]. （原始内容 (PDF)存档于2020-11-01） （日语）.
4. 1 2 3  富山地方鐵道株式會社編《富山地方鐵道五十年史》，1983年（昭和58年）3月，富山地方鐵道

## 相關項目
- 日本鐵路車站列表 Ta